# Schwiepke
Schwiepke (altslavisch svepet „Waldbienenstock“) ist ein Ortsteil der Gemeinde Küsten in der Samtgemeinde Lüchow (Wendland) im niedersächsischen Landkreis Lüchow-Dannenberg. Der Ort liegt 7 km westlich von Lüchow in der Niederen Geest (auch Vor-Geest).
1296 erwähnt das Mecklenburgische Urkundenbuch den Ort erstmals als Szweput. Schwiepke war bis 1850 ein beispielhaft regelmäßig ausgebildeter Rundling. 1856 oder 1857 wurde das Dorf durch einen Brand zerstört. Beim Wiederaufbau wurden ein Straßendurchbruch angelegt und die kennzeichnenden Elemente der Rundlingsstruktur zerstört. Eine Schmiedefamilie aus Küsten übernahm 1929 die seit 1815 bis heute bestehende  Schmiede in Schwiepke. Die Einwohnerzahl lag im 19. Jahrhundert bis in die Weimarer Zeit über fünfzig Einwohner. Nach dem Zweiten Weltkrieg stieg sie kurzzeitig durch die Zuwanderung von Flüchtlingen an und sank seit dem wieder. Im Rahmen der Gemeindegebietsreform wurde 1972 die bis dahin selbstständige Gemeinde zu einem Ortsteil von Küsten. Schwiepke gehört zur Kirchengemeinde Meuchefitz.